# Monarchia elettiva
La monarchia elettiva è una forma di governo di tipo monarchico nel quale il capo di Stato, che ha titolo e poteri di monarca (re, imperatore, pontefice, ecc.), viene eletto, di norma da un collegio ristretto di principi, più raramente da un'assemblea più estesa. La forma di governo opposta, più diffusa, è la monarchia ereditaria.

## Esempi
Esempi di monarchie elettive del passato sono:
- la Roma arcaica;
- il Califfato dei Rashidun;
- lo Stato Pontificio;
- la Repubblica di Venezia;[1]
- la Repubblica di Genova (de facto) (fino al 1528);
- il Ducato di Sorrento, particolare caso di monarchia eletta a suffragio popolare;
- l'Impero mongolo;
- il Sacro Romano Impero (dal 1356);
- lo Stato monastico dei Cavalieri di Malta (fino al 1798);
- la Confederazione polacco-lituana;
- l'Impero azteco;
- l'Impero ashanti.

Esempi di monarchie elettive attuali sono:
- lo Stato della Città del Vaticano;[2]
- la Malaysia;
- il Regno di Cambogia;
- lo Stato Indipendente di Samoa;
- gli Emirati Arabi Uniti (de iure).

Anche entità non indipendenti presentano questa forma di governo: ne sono un esempio lo Stato Monastico Autonomo del Monte Athos in Grecia, il Sovrano Militare Ordine di Malta o la popolazione degli Ashanti in Ghana.

## Forme simili
- Andorra può essere considerata un principato semi-elettivo. I due capi di Stato di Andorra sono il vescovo spagnolo di La Seu d'Urgell e il conte di Foix. Il titolo di conte fu unito alla corona francese nel 1609, il che significa che tutti i re francesi da quel momento in poi divennero co-principi. La Francia rinunciò al controllo con la formazione della Prima Repubblica, lasciando brevemente Andorra sotto una monarchia clericale, ma Napoleone ne rivendicò il seggio. Dopo la deposizione di Napoleone III e la formazione della Terza Repubblica francese, il co-principe francese di Andorra è stato il (ora eletto democraticamente) presidente della Francia, in quanto è considerato il successore non ufficiale dei conti di Foix. Le autorità e il popolo andorrano non hanno voce in capitolo nell'elezione del presidente della Francia, lasciando Andorra nella posizione unica di avere un monarca eletto democraticamente dalla cittadinanza di un altro Stato.
- Il cacicco del popolo Ngäbe di Costa Rica e Panama è nominato a vita da un consiglio di 13 anziani. L'ultima elezione è avvenuta nel 2013, dopo la morte del precedente cacicco, avvenuta all'età di circa 100 anni.[3] L'attuale cacicco è Pedro Palacios, nato in Costa Rica, figlio del precedente cacicco Pedro Bejarano.[4]
- La Nigeria ha un sistema in cui i governanti tradizionali nigeriani (o "padri reali", ad esempio gli obas, gli ezes e gli emiri) sono solitamente eletti da consigli di kingmaker da gruppi quasi infiniti di cugini in competizione che sono eleggibili per le elezioni perché tutti rivendicano la discendenza da monarchi fondatori o altri reali. Ogni titolo è quindi detenuto a vita da uno di questi cugini dinastici a turno, spesso tramite rotazione.
- Il Movimento Reale Maori in Nuova Zelanda sceglie un monarca Maori, eletto dai Kaumatua di varie iwi (tribù) della Nuova Zelanda. Tuttavia, ogni monarca Maori fino ad oggi è stato succeduto dal proprio figlio, rendendo la carica di fatto ereditaria.
- L'eSwatini ha una forma di monarchia quasi elettiva. Nessun re può nominare il suo successore. Invece, la famiglia reale decide quale delle sue mogli sarà "Grande moglie" e "Indlovukazi" (Elefantessa/Regina). Il figlio di questa "Grande moglie" diventerà automaticamente il prossimo re. Il figlio maggiore non viene mai nominato successore, poiché ha altri ruoli cerimoniali.
- Il trono dell'Arabia Saudita, pur essendo ereditario, non è determinato da una legge di successione, ma piuttosto dal consenso della Casa di Saud su chi sarà il principe ereditario dell'Arabia Saudita; il consenso può cambiare a seconda delle azioni o dell'influenza del principe ereditario, creando un forte incentivo per il principe ereditario ad affermare il suo potere. Dal 2007, il processo di definizione del consenso della Casa è stato istituzionalizzato sotto forma di Consiglio di fedeltà, composto dai principi anziani più potenti, che ha il potere di disapprovare il candidato del re per il principe ereditario e sostituirlo con il proprio tramite voto a maggioranza semplice.[5] In effetti, questo rende la monarchia saudita elettiva all'interno della Casa di Saud, poiché il figlio maggiore del re non è diventato principe ereditario dalla morte del re Abd al-Aziz nel 1953. Tuttavia, è stato solo nel 2015, attraverso l'ascesa di Muḥammad bin Nāyef, che un membro della casa che non era un figlio di Abd al-Aziz ha raggiunto la posizione (tutti i precedenti principi ereditari erano stati scelti tra i figli di Abd al-Aziz). Dopo la rimozione del principe Muḥammad, il principe Mohammad bin Salman è diventato il primo principe ereditario dai tempi del re Sa'ud a ricoprire la posizione durante il regno di suo padre.
- Wallis e Futuna (territori della Repubblica francese) hanno i capi tradizionali delle tre regioni che vengono eletti.